# Empfehlungsmarketing
Unter Empfehlungsmarketing (auch Mundpropaganda, engl. Word of Mouth) ist ein Instrument der Neukundengewinnung zu verstehen, das durch Mundpropaganda, Bewertungen und Referenzen von Kunden erfolgt. Voraussetzung ist in der Regel, dass der Kunde mit den Leistungen des Anbieters zufrieden ist. Insofern sind eine adäquate Bestandskundenpflege und ein dementsprechendes Loyalitätsmarketing dem Empfehlungsmarketing vorgelagert.
Neben den Kunden eines Unternehmens kommen auch andere Marktteilnehmer als Empfehlende in Betracht. Dies können z. B. Mitarbeiter oder Netzwerkpartner des Unternehmens sein. Netzwerkpartner sind ebenfalls geeignete Empfehler. Sie müssen nicht zwangsläufig selbst eine Erfahrung mit dem Produkt haben, aber von der Leistungsfähigkeit des Anbieters überzeugt sein, also z. B. beratende Ingenieure, Architekten.

## Aufbau und Entwicklung
Bei der Mundpropaganda geht es vorrangig um ein positiv oder negativ gefärbtes Vermitteln von Informationen. Eine Empfehlung impliziert über die reine Kommunikation hinaus einen einflussnehmenden Handlungshinweis, ebenfalls positiver oder negativer Natur, dem meist eine eigene Erfahrung mit dem jeweiligen Angebot vorausgeht. Der Glaubwürdigkeitsvorteil der persönlichen Empfehlung gegenüber kommerziellen Botschaften bewirkt einen vergleichbar hohen Einfluss auf Meinungsbildung, Präferenzbildung und Kaufentscheidung.
Das Empfehlungsmarketing wird in vielen Branchen als Akquisitionsmethode verwendet. Hierbei werden bestehende Geschäftskontakte genutzt, um neue Kunden zu gewinnen. Dies kann als die älteste Kaufmannstugend im Markt angesehen werden. Systematisiert und als „Advocating“ oder auch „Word-of-mouth-Marketing“ bezeichnet kommt diese Methode aus den Vereinigten Staaten und wurde 2003 durch Michael Mayer und Harald Lais, Nationaldirektoren des Unternehmernetzwerks Business Network International (BNI) in den deutschsprachigen Raum gebracht und nach dem amerikanischen Vorbild in Deutschland und Österreich etabliert. Seit Aufkommen der Web-2.0-Applikationen verlegt sich das gesteuerte Empfehlungsmarketing, dann oft auch als Viralmarketing bezeichnet, immer mehr ins Internet.

## Einordnung
Empfehlungsmarketing ist sowohl im Marketing als auch im Vertrieb einsetzbar. Im Vertrieb wird zwischen aktivem Empfehlungsmarketing oder Empfehlungsmanagement (Wer würde sich über ein Angebot freuen?) und passivem Empfehlungsmarketing (Bitte empfehlen Sie mich weiter!) unterschieden. Somit ist dieses Instrument zur gesteuerten Akquise einsetzbar.
Empfehlungsmarketing will eine möglichst große Anzahl von positiven Empfehlungen herbeiführen, um so das Neukundengeschäft und dauerhaft gesteigerte Umsätze zu generieren. Da positive Referenzen die Zufriedenheit des Kunden voraussetzen, ist dies nicht nur die Aufgabe des Verkaufs, sondern aller Abteilungen, die zur Kundenzufriedenheit beitragen können. Insofern sollte das Ziel der Kundenzufriedenheit fester Bestandteil der Unternehmenskultur sein. Dies erfordert neue Schulungsmöglichkeiten für alle Unternehmensbereiche.
Grundsätzlich grenzt sich der Bereich von Empfehlungen durch Dritte vom Affiliate-Marketing ab, da beim Empfehlungsmarketing eine Empfehlung aus Überzeugung erfolgt. Im Gegensatz zum Affiliate-Marketing, bei dem Marktteilnehmer vorrangig motiviert durch Provisionen Empfehlungen abgeben (online oft in Form von Verlinkungen und offline durch entsprechende Provisionsverträge).
Die Wirksamkeit des Empfehlungsmarketings wird damit begründet, dass Aussagen von Kunden eines Anbieters bei neuen potenziellen Kunden als glaubwürdiger gelten als Aussagen des Anbieters selbst. Hier liegt auch eine der Herausforderungen des Empfehlungsmarketings: Die Empfehlungen müssen überzeugend sein. Daher erfolgt ein Schulterschluss mit dem Referenzmarketing, das die Glaubwürdigkeit der Empfehlungen untermauern kann.

## Erscheinungsformen

### Persönliche Empfehlungen
Hierbei handelt es sich um Empfehlungen direkt im Freundeskreis und im sozialen Umfeld der Konsumenten. Je größer das Vertrauen in die Person, umso effektiver wirken diese Empfehlungen. Persönliche Empfehlungen sind die wahrscheinlich älteste Werbeform und gewinnen mit der Digitalisierung stark an Relevanz. Sie gehört noch immer mit Abstand zu den am meisten vertrauten Werbeformen.

### User-generated Content (UGC)
Beim User-generated Content (UGC) teilen Kunden ihre Erfahrungen mit Produkten und Marken online, besonders stark in den sozialen Netzwerken. Sei es durch die positive Bewertung eines Restaurants, dem Posten der neuen Schuhe oder durch die Reaktionen auf Bewertungsportalen und Preisvergleichsseiten. Meinungen von Kunden zu Produkten fördern das Vertrauen in Marken und verbessern Conversions von Webseite. Damit sind nicht Influencer gemeint. Mit Influencer-Marketing imitieren authentischen Content lediglich. UGC sorgt für Vertrauen und Influencer-Marketing für Awareness und Reichweite.

### Produktbewertung
Zu jedem Produkt finden sich online Bewertungen. Sie sind zum kaufentscheidenden Faktor in der Customer Journey sämtlicher Branchen geworden. Menschen vertrauen authentischen Bewertungen von bestehenden Kunden im Internet viel mehr als jeder Markenkommunikation. Auch die Anzahl der Bewertungen spielt eine wichtige Rolle bei der Umsatzsteigerung.

### Trials
Für digitale Produkte sind kostenlose Trials bereits zum Standard geworden und kostenlose Probemonate gehören in dieser Branche bereits zum guten Ton. Dieser Trend weitet sich auch auf andere Branchen aus. Verbraucher gewöhnen sich immer mehr daran Produkte vor dem Kauf ausprobieren zu dürfen. Wir entwickeln uns zu einer “Try-Before-You-Buy” Gesellschaft. Für Consumer Goods lassen sich beispielsweise Produktweitergaben im Freundeskreis der Zielgruppe hervorragend als effektives Marketinginstrument nutzen.

### Siegel für Kundenzufriedenheit
Siegel sind eine Sonderform des Empfehlungsmarketing. Diese bündeln die positiven Erfahrungen und Bewertungen der Kunden in Form von Marketing Kennzahlen und bauen somit Vertrauen bei den Kunden auf. Hier werden vor allem die Kunden angesprochen, die nicht mehrere hunderte Bewertungen einzeln lesen und vergleichen wollen. Siegel auf der eigenen Webseite und durch klar gebündelte Kundenmeinungen überzeugen potentieller Kunden.

## Erfolgsfaktoren
- Schulung aller Mitarbeiter, die im engen Kundenkontakt sind
- Integration in bestehende CRM-Systeme
- Commitment des Managements

## Ablauf im B2B
Ursprüngliche Ansätze beinhalten sechs Bausteine.
1. Empfehlungsfrage an den Bestandskunden
2. Qualifizierung der Empfehlung
3. Kontaktaufnahme
4. Terminvereinbarung
5. Feedback an den Empfehlungsgeber
6. Zweites Feedback an den Empfehlungsgeber zum Auslösen weiterer Empfehlungen

Der moderne Managementprozess des Empfehlungsmarketing wird nunmehr in vier Schritte unterteilt:
1. Interne und externe empfehlungsfokussierte Analyse
2. Definition der Empfehlungsstrategie
3. Planung und Umsetzung adäquater Empfehlungsaktivitäten
4. Kontrolle und Optimierung der Aktivitäten

Zur Messung der Ergebnisse kann beispielsweise der Net Promoter Score (NPS) dienen, mit dessen Hilfe sich die Empfehlungsbereitschaft messen lässt. Dieser wurde von dem amerikanischen Wirtschaftsautor und Wirtschaftsstrategen Fred Reichheld zusammen mit Bain & Company entwickelt. Als weitere Kennzahl kann die Empfehlungsrate herangezogen werden. Sie ermittelt, wie hoch der Anteil derjenigen ist, die aufgrund einer vorangegangenen Empfehlung zu Kunden eines Unternehmens wurden.

## Weitere Marketingformen
- Netzwerk-Marketing
- Referenzmarketing
- Affiliate-Marketing
- Customer Advocacy